# 山本二三
山本 二三（やまもと にぞう、1953年6月27日 - 2023年8月19日) は、日本のアニメーション美術監督、アニメーション監督。背景美術会社、絵映舎（かいえいしゃ）代表。東京アニメーションカレッジ専門学校講師などを務めた。
長崎県五島市（旧福江市）出身。五島市ふるさと大使。

## 人物・来歴
長崎県五島市出身。中学卒業後、岐阜県の高校で建築と絵画を学んだのち上京、 東京デザイナー学院（現東京ネットウエイブ）に進学する。在学中からアニメーションの美術スタジオで働き始め、背景画の仕事を手掛けるようになる。この頃は『サザエさん』や『マジンガーZ』などの背景を担当したといい、『サザエさん』は月に200枚前後の背景を描いてたという。
学院を卒業後は東映系の美術スタジオを経て、日本アニメーションに入社。宮崎駿が演出したテレビアニメ『未来少年コナン』で初めて美術監督をつとめる。
テレコム・アニメーションフィルムに移籍し、『ルパン三世 カリオストロの城』で背景、映画『じゃりン子チエ』で美術監督を務める。
1985年、宮崎駿に誘われ、『天空の城ラピュタ』の制作に参加するためにスタジオジブリに入る。その後も高畑勲や宮崎駿の作品の多くに美術監督や背景として参加する。
2006年、アニメ映画『時をかける少女』で第12回AMD Award'06大賞/総務大臣賞を美術監督として受賞。また『時をかける少女』では、監督の細田守の「『天空の城ラピュタ』のあの雲を表現してほしい」という要望で、作品を印象付ける夏の青空を背景とした特徴的な雲を描いた。以降、その迫力ある独特の雲の描き方が注目され、「二三雲」と呼ばれるようになる。
2007年、フジテレビ系土曜プレミアムにて放送された『ミヨリの森』で長編初監督。
2011年7月から9月まで、神戸ビエンナーレ2011 プレイベント「日本アニメーション美術の創造者 山本二三展」が開催され、来場者約8万5千人を記録。
2018年7月1日、福江島に山本二三美術館が開館した。
2023年8月19日、埼玉県飯能市の自宅で胃がんのため死去。70歳没。

## 主な作品
公式サイトより。

### テレビアニメ
- シートン動物記 くまの子ジャッキー（1977年、美術監督補）
- シートン動物記 りすのバナー（1978年、美術補佐）
- 未来少年コナン（1978年、美術監督）
- 赤毛のアン（1978年、背景）
- ルパン三世(TV第2シリーズ)(1980年、背景)
- 名探偵ホームズ（1984年、美術監督）
- ファンタジックチルドレン（2004年、美術監督[12]）
- ミヨリの森（2007年、監督）
- ポルフィの長い旅（2008年、美術担当）
- 川の光（2009年、美術監督）
- ばらかもん（2014年、公式サイトのキービジュアル・アートワーク）

### アニメ映画
- ルパン三世 カリオストロの城（1979年、背景）
- 火の鳥2772 愛のコスモゾーン（1980年、背景）
- じゃりン子チエ（劇場版）（1981年、美術監督）
- さよなら銀河鉄道999 アンドロメダ終着駅（1981年、背景）
- 浮浪雲（1982年、背景）
- 天空の城ラピュタ（1986年、美術監督）
- グリム童話 金の鳥（1987年、背景）
- 柳川堀割物語（1987年、アニメーション部分美術）
- 火垂るの墓（1988年、美術監督）
- NEMO/ニモ（1989年、美術）
- おじさん改造講座（1990年、美術監督）
- 風の名はアムネジア（1990年、背景）
- それいけ!アンパンマン ばいきんまんの逆襲（1990年、背景）
- おもひでぽろぽろ（1991年、背景）
- Coo 遠い海から来たクー（1993年、美術監督）
- はじまりの冒険者たち レジェンド・オブ・クリスタニア（1995年、背景）
- アンネの日記（1995年、背景）
- 耳をすませば（1995年、背景）
- MEMORIES「EPISODE1 彼女の想いで」（1996年、美術）
- もののけ姫（1997年、美術監督）
- かちかちやま （1997年）※制作中止
- SPRIGGAN スプリガン（1998年、背景）
- パーフェクトブルー（1998年、背景）
- CLOVER（1999年、美術監督）
- よっちゃんのビー玉（1999年、美術）
- 千と千尋の神隠し（2001年、背景）
- パルムの樹（2002年、背景）
- NITABOH 仁太坊-津軽三味線始祖外聞（2004年、背景）
- あらしのよるに（2005年、背景）
- 劇場版 鋼の錬金術師 シャンバラを征く者（2005年、背景協力）
- 時をかける少女（2006年、美術監督）
- HIGHLANDER ハイランダー 〜ディレクターズカット版〜（2007年、背景）
- マイマイ新子と千年の魔法（2009年、背景）
- 宇宙ショーへようこそ（2010年、背景）
- くまのがっこう（2010年、美術監督）
- 虹色ほたる 〜永遠の夏休み〜（2012年、背景）
- グスコーブドリの伝記（2012年、背景）
- 天気の子（2019年、気象神社絵画・天井画）

### 実写映画
- ゴジラvsビオランテ（1989年、マットペインティング）

### OVA
- ロボットカーニバル（1987年、オープニング・エンディング美術）
- MIDNIGHT EYE ゴクウ（1989年、背景）
- 電脳都市OEDO808（1990年、背景）
- 宇宙船製造法（1990年、美術監督）
- おにぎりころりん（1991年、監督・キャラクターデザイン・美術）
- 道元さま（1992年、美術監督）
- おおかみと7ひきの子やぎ（1993年、美術監督）

### ゲーム
- ワイルドアームズ アルターコード:F（2003年、アニメーションパート美術監督・背景）
- 世界樹の迷宮IV 伝承の巨神（2012年、背景美術）

### ミュージック・ビデオ
- GLAY 『Je t'aime』（2010年、背景）

## 画集
- アニメージュ編集部『The art of RAPUTA』徳間書店〈ジブリTHE ARTシリーズ (7)〉、1986年11月1日。ISBN 4-19-816610-2。
- 山本二三『山本二三画集 フィルムからの言葉』角川書店、1993年11月26日。ISBN 4-04-852462-3。
- スタジオジブリ責任編集『The art of The Princess Mononoke』徳間書店〈ジブリTHE ARTシリーズ〉、1997年8月20日。ISBN 4-19-810002-0。
- 山本二三『山本二三背景画集』廣済堂出版、2012年2月23日。ISBN 4-33-151601-6。
- 山本二三『山本二三 風景を描く』美術出版社、2013年7月23日。ISBN 4-56-838905-4。

## 出演
- COOL JAPAN〜発掘!かっこいいニッポン〜「絵」（2011年11月26日放送、NHK BS1）